# 브뤼셀 왕궁
브뤼셀 왕궁(네덜란드어: Koninklijk Paleis van Brussel, 프랑스어: Palais Royal de Bruxelles, 독일어: Königlicher Palast von Brüssel)은 벨기에의 수도 브뤼셀 중심지에 있는 벨기에인의 왕과 왕비의 공식 궁전이다. 벨기에 국왕과 왕가 인물들은 브뤼셀 외각의 라컨궁에 거주함에 따라 이 왕궁은 왕가의 거처로는 사용되지 않는다. 벨기에 왕실 홈페이지에서는 브뤼셀 궁전의 기능에 대해 다음과 같이 나타낸다: 
"브뤼셀 궁전은 국왕 폐하께서 국가의 수장으로서 특권을 행사하고, 접견을 하고 국가 사무를 다루는 곳이다. 국왕과 왕비의 사무실 외에도, 왕궁은 대원수, 국왕 내각의 수반, 국왕의 군사 내각과 국왕의 국내 감독관의 집무실 역할을 한다. 또한 공식 방문 기간에 외국 정상들을 위한 숙소뿐만 아니라 큰 접견들이 열리는 의전실이 포함되어 있다."

## 같이 보기
- 벨기에의 군주